# 麻友美
麻 友美（あさ ともみ、1992年3月9日 - ）は日本の元グラビアアイドル。

## 人物
- 好きな言葉は『きゅるんっ』。
- テレビ東京『ウェルカムTV』主催のグリコ「ジャイアントカプリコ PRガールズオーディション」グランプリ（もう一人のグランプリ受賞者は奥平哲子）。
- 下呂温泉ふるさと観光大使を務め、『下呂っ娘☆きゅるん』というオリジナル曲も歌った。
- 2011年9月4日 京セラドーム大阪でのプロ野球オリックス・バファローズ対北海道日本ハムファイターズ戦の試合前セレモニーで、同事務所の藤崎麻美、森カノン、立花あんなとともに国歌斉唱を務めた。
- 2012年3月 日テレジェニック2012候補生に選出され「アイドルの穴」に第6週目まで出演。[1]

## ユニット活動
- トッピング☆ガールズ2.0
- トッピング☆ガールズGT
- アリス十番
- 麻友美withほわいと☆milk[2][3]

## 作品

### シングル
- 「下呂っ娘☆きゅるん」

作詞：永田雅規＆下呂の皆さん 作曲：永田雅規
- 「未来は今」

作詞：麻友美 作曲・編曲：谷内翔太